# Pallacanestro Lucca
La Pallacanestro Lucca è una società di pallacanestro maschile della città di Lucca. Nel marzo 2014 si è ritirata, a campionato in corso, dalla LegaDue Silver, a causa di problemi di tipo economico.

## Storia
La società nasce il 27 agosto 1970 con il nome di "Polisportiva Porta Elisa". Nel 1975 avviene la fusione con "Sant'Anna Autocar" che porterà all'attuale denominazione in Pallacanestro Lucca. Agli inizi degli anni novanta fece la sua prima apparizione in Serie B d'Eccellenza ed i play-off disputati contro Asti per la promozione in A2 nel 1993-94.
Dopo varie stagioni di Serie B d'Eccellenza (l'ultima nel 1996-97) e Serie B2, il 10 giugno 2012 centra la promozione in Divisione Nazionale A 2012-13 battendo in finale Mirandola nel campionato di Divisione Nazionale B 2011-12.
Durante la stagione di DNA Silver 2013-14, la società ha rinunciato a proseguire l'attività sportiva, ritirandosi a campionato in corso. I motivi sono di natura economica: la società non è infatti riuscita a saldare la tassa federale. La Lega ha così ratificato l'annullamento di tutte le partite disputate in stagione da Lucca, confermando la rinuncia a continuare la stagione.
Il settore giovanile della società ha potuto continuare la propria attività perché la maggior parte dei ragazzi erano stati tesserati per il Centro Minibasket, società che nell'estate del 2014 si è fusa con lo Junior Basket Lucca, fresco di promozione in serie D, ed è stata ammessa d'ufficio al campionato di C regionale, raccogliendo di fatto l'eredità della principale squadra maschile cittadina.